# Ко Арима
Ко Арима (јап. 有馬 洪; 22. август 1917 — ?) био је јапански фудбалер.

## Каријера
Током каријере је играо за Sankyo Pharmaceuticals.

## Репрезентација
За репрезентацију Јапана дебитовао је 1951. године. За тај тим је одиграо 3 утакмице.

## Статистика
| Јапан  | Јапан   | Јапан  |
| Година | Наступи | Голови |
| ------ | ------- | ------ |
| 1951.  | 3       | 0      |
| Укупно | 3       | 0      |